# Oostenrijk op de Olympische Zomerspelen 1948
Oostenrijk nam deel aan de Olympische Zomerspelen 1948 in Londen, Engeland. Bij de vorige editie werden nog 13 medailles gewonnen. Dit keer was de oogst beperkt tot 4 stuks.

## Medailleoverzicht
| Sport     | Olympiër        | Discipline      | Medaille |
| --------- | --------------- | --------------- | -------- |
| Atletiek  | Herma Bauma     | speerwerpen (v) | Goud     |
| Atletiek  | Ine Schäffer    | kogelstoten (v) | Brons    |
| Kanovaren | Fritzi Schwingl | K-1 500m (v)    | Brons    |
| Schermen  | Ellen Preis     | floret (v)      | Brons    |

## Deelnemers en resultaten

### Atletiek
| Olympiër                                                                              | Discipline             | Resultaat    | Prestatie                                                            |
| ------------------------------------------------------------------------------------- | ---------------------- | ------------ | -------------------------------------------------------------------- |
| Bruno Schneider                                                                       | 800m (m)               | DNS          | serie 6: niet gestart                                                |
| Bruno Schneider                                                                       | 1500m (m)              | DNS          | serie 2: niet gestart                                                |
| Felix Würth                                                                           | verspringen (m)        | 8e           | kwalificatie groep B: 3de met 7,08m finale: 8ste met 7,00m           |
| Felix Würth                                                                           | hink-stap-springen (m) | 21e          | kwalificatie groep B: 10de met 13,92m                                |
| Arnulf Pilhatsch                                                                      | hoogspringen (m)       | 21e          | kwalificatie: 21ste met 1,84m                                        |
| Hermann Tunner                                                                        | discuswerpen (m)       | 11e          | kwalificatie: 10de met 45,92m finale: 11de met 44,43m                |
| Erwin Pektor                                                                          | speerwerpen (m)        | DNS          | kwalificatie groep A: niet gestart                                   |
|                                                                                       |                        |              |                                                                      |
| Maria Oberbreyer-Trösch                                                               | 100m (v)               | series       | serie 1: 4de                                                         |
| Grete Pavlousek                                                                       | 100m (v)               | series       | serie 8: 4de in 13,6                                                 |
| Elfriede Steurer                                                                      | 100m (v)               | DNS          | serie 9: niet gestart                                                |
| Grete Jenny                                                                           | 200m (v)               | DNS          | serie 2: niet gestart                                                |
| Grete Pavlousek                                                                       | 200m (v)               | 20e          | serie 6: 4de in 26,2                                                 |
| Elisabeth Ranftl                                                                      | 200m (v)               | DNS          | serie 7: niet gestart                                                |
| Maria Oberbreyer-Trösch                                                               | 80m horden (v)         | 5e           | serie 3: 3de in 11,9 halve finale 1: 2de in 11,9 finale: 5de in 11,8 |
| Elfriede Steurer                                                                      | 80m horden (v)         | halve finale | serie 4: 1ste in 12,2 halve finale 2: 6de                            |
| Grete Jenny Elfriede Steurer Grete Pavlousek Maria Oberbreyer-Trösch Elisabeth Ranftl | 4x100m (v)             | 6e           | serie 2: 2de in 50,0 finale: 6de in 49,2                             |
| Maria Oberbreyer-Trösch                                                               | verspringen (v)        | 9e           | kwalificatie groep B: 4de met 5,35m finale: 9de met 5,24m            |
| Ilse Steinegger                                                                       | verspringen (v)        | 10e          | kwalificatie groep B: 5de met 5,30m finale: 10de met 5,195m          |
| Ilse Steinegger                                                                       | hoogspringen (v)       | 7e           | 1,55m                                                                |
| Anni Bruk                                                                             | kogelstoten (v)        | 6e           | 12,500m                                                              |
| Ine Schäffer                                                                          | kogelstoten (v)        | Brons        | 13,080m                                                              |
| Marianne Schläger                                                                     | 12e                    | 11,775m      |                                                                      |
| Lotte Haidegger                                                                       | discuswerpen (v)       | 5e           | 38,81m                                                               |
| Marianne Schläger                                                                     | discuswerpen (v)       | 15e          | 34,79m                                                               |
| Frieda Tiltsch                                                                        | 9e                     | 7,19m        |                                                                      |
| Herma Bauma                                                                           | speerwerpen (v)        | Goud         | 45,57m (OR)                                                          |
| Ine Schäffer                                                                          | speerwerpen (v)        | DNS          | niet gestart                                                         |
| Gerda Schilling                                                                       | 9e                     | 38,01m       |                                                                      |

### Boksen
| Olympiër               | Discipline | Resultaat | Prestatie                                                                                |
| ---------------------- | ---------- | --------- | ---------------------------------------------------------------------------------------- |
| Robert Gausterer       | -51kg (m)  | 17e       | 1ste ronde: V van KOR Han: punten                                                        |
| Hans Schmöllerl        | -51kg (m)  | DNS       | niet gestart                                                                             |
| Franz Dyma             | -54kg (m)  | DNS       | niet gestart                                                                             |
| Hermann Mazurkiewitsch | -54kg (m)  | 17e       | 1ste ronde: V van URU Carrizo: punten                                                    |
| Eduard Kerschbaumer    | -57kg (m)  | 5e        | 1ste ronde: vrij 2de ronde: W van ESP Verdú: punten kwartfinale: V van ARG Núñez: punten |
| W. Müller              | -57kg (m)  | DNS       | niet gestart                                                                             |
| Otto Michtits          | -81kg (m)  | 17e       | 1ste ronde: V van FIN Siljander: punten                                                  |
| Norbert Oschgan        | -81kg (m)  | DNS       | niet gestart                                                                             |
| Karl Ameisbichler      | +81kg (m)  | 9e        | 1ste ronde: vrij 2de ronde: V van GBR Gardner: knock-out                                 |
| Otto Hofstätter        | +81kg (m)  | DNS       | niet gestart                                                                             |

### Gewichtheffen
| Olympiër      | Discipline  | Resultaat | Prestatie                                                                                |
| ------------- | ----------- | --------- | ---------------------------------------------------------------------------------------- |
| Josef Vojtech | -56kg (m)   | 17e       | drukken: 9de met 80kg trekken: 17de met 75kg stoten: 15de met 100kg totaal: 255kg        |
| Anton Richter | -60kg (m)   | 11e       | drukken: 18de met 80kg trekken: 6de met 92,5kg stoten: 5de met 120kg totaal: 292,5kg     |
| Klement Schuh | -75kg (m)   | 16e       | drukken: 11de met 100kg trekken: 18de met 95kg stoten: 16de met 125kg totaal: 320kg      |
| Fritz Haller  | -82,5kg (m) | 14e       | drukken: 11de met 100kg trekken: 11de met 107,5kg stoten: 13de met 135kg totaal: 342,5kg |
| Wilhelm Pankl | -82,5kg (m) | 13e       | drukken: 16de met 95kg trekken: 11de met 107,5kg stoten: 5de met 145kg totaal: 347,5kg   |
| Franz Eibler  | +82,5kg (m) | 16e       | drukken: 13de met 102,5kg trekken: 14de met 100kg stoten: 14de met 125kg totaal: 327,5kg |

### Hockey
| Olympiër | Discipline | Resultaat | Prestatie                                                             |
| --- | ---------- | --------- | --------------------------------------------------------------------- |
| Adam Bischof Ernst Schala Franz Lovato Franz Raule Franz Strachota Friedrich Rückert Johann Koller Karl Brandl Karl Holzapfel Karl Ördögh Oskar Nowak Walter Niederle Josef Pecanka Siegfried Egger Wolfgang Klee | mannen     | 7e        | groep C: 3de V van India: 0-8 G van Spanje: 1-1 G van Argentinië: 1-1 |

| Groep C |            |             |             |             |             |            |            |            |        |
| #       | Land       | Wedstrijden | Wedstrijden | Wedstrijden | Wedstrijden | Doelpunten | Doelpunten | Doelpunten | Punten |
| #       | Land       | G           | W           | G           | V           | V          | T          | Saldo      | Punten |
| 1       | India      | 3           | 3           | 0           | 0           | 19         | 1          | +18        | 6      |
| 2       | Argentinië | 3           | 1           | 1           | 1           | 5          | 12         | -7         | 3      |
| 3       | Oostenrijk | 3           | 0           | 2           | 1           | 2          | 10         | -8         | 2      |
| 4       | Spanje     | 3           | 0           | 1           | 2           | 3          | 6          | -3         | 1      |

### Kanovaren
| Olympiër                      | Discipline     | Resultaat | Prestatie                                     |
| ----------------------------- | -------------- | --------- | --------------------------------------------- |
| Karl Molnar Viktor Salmhofer  | C-2 1000m (m)  | 5e        | 5.37,3                                        |
| Karl Molnar Viktor Salmhofer  | C-2 10000m (m) | 4e        | 58.59,3                                       |
| Walter Piemann                | K-1 1000m (m)  | 8e        | serie 1: 3de in 4.52,2 finale: 8ste in 4.50,3 |
| Herbert Klepp                 | K-1 10000m (m) | 10e       | 55.11,7                                       |
| Paul Felinger Herbert Klepp   | K-2 1000m (m)  | series    | serie 2: 5de                                  |
| Walter Piemann Alfred Umgeher | K-2 10000m (m) | 9e        | 48.24,5                                       |
|                               |                |           |                                               |
| Fritzi Schwingl               | K-1 500m (v)   | Brons     | serie 2: 3de in 2.35,7 finale: 3de in 2.32,9  |

### Paardensport
| Olympiër        | Discipline  | Resultaat | Prestatie                                                         |
| Dressuur        | Dressuur    | Dressuur  | Dressuur                                                          |
| --------------- | ----------- | --------- | ----------------------------------------------------------------- |
| Alois Podhajsky | individueel | 7e        | 437,50 punten                                                     |
| Eventing        |             |           |                                                                   |
| Heinrich Sauer  | individueel | DNF       | dressuur: 33ste met 144 strafpunten cross-country: niet gefinisht |

### Roeien
| Olympiër                                                                | Discipline      | Resultaat | Prestatie                                             |
| ----------------------------------------------------------------------- | --------------- | --------- | ----------------------------------------------------- |
| Gert Watzke Kurt Watzke                                                 | twee-zonder (m) | 6e        | serie 3: 1ste in 7.19,3 halve finale 1: 3de in 8.03,1 |
| Erwin Bittmann Karl Sitter Franz Frauneder Theodor Obrietan Karl Riedel | vier-met (m)    | 9e        | serie 5: 1ste in 7.02,2 kwartfinale 2: 2de in 7.35,9  |

### Schermen
| Olympiër                                                             | Discipline     | Resultaat | Prestatie |
| -------------------------------------------------------------------- | -------------- | --------- | --- |
| Karl Hanisch                                                         | sabel (m)      | DNS       | 1ste ronde groep 5: niet gestart |
| Heinz Lechner                                                        | sabel (m)      | DNS       | 1ste ronde groep 4: niet gestart |
| Hubert Loisel                                                        | sabel (m)      | 16e       | 1ste ronde groep 3: 1ste met 5 overwinningen kwartfinale 1: 4de met 4 overwinningen halve finale 2: 8ste met 0 overwinningen |
| Werner Plattner                                                      | sabel (m)      | 38e       | 1ste ronde groep 5: 4de met 2 overwinningen |
| Heinz Putzl                                                          | sabel (m)      | 30e       | 1ste ronde groep 4: 2de met 4 overwinningen kwartfinale 2: 8ste met 0 overwinningen |
| Werner Plattner Heinz Putzl Heinz Lechner Hubert Loisel Karl Hanisch | sabel team (m) | 10e       | 1ste ronde groep 2: 1ste W van Zwitserland: 11-2 kwartfinale 4: 3de V van Frankrijk: 6-10 G van Polen: 8-8 |
|                                                                      |                |           | |
| Fritzi Filz                                                          | floret (v)     | 5e        | 1ste ronde groep 2: 4de met 3 overwinningen kwartfinale 2: 3de met 3 overwinningen halve finale 1: 4de met 2 overwinningen finale: 5de V van DEN Lachmann: 0-4 V van AUT Müller-Preis: 1-4 V van USA Cerra: 3-4 W van HUN Elek: 4-3 W van HUN Elek: 4-3 W van ITA Cesari: 4-1 W van GBR Glen-Haig: 4-1 |
| Ellen Müller-Preis                                                   | floret (v)     | Brons     | 1ste ronde groep 6: 1ste met 5 overwinningen kwartfinale 3: 1ste met 4 overwinningen halve finale 2: 1ste met 4 overwinningen finale: 3de V van DEN Lachmann: 2-4 W van AUT Filz: 4-1 W van USA Cerra: 4-1 V van HUN Elek: 2-4 W van HUN Elek: 4-2 W van ITA Cesari: 4-3 W van GBR Glen-Haig: 4-1      |
| Gabriele Zeilinger                                                   | floret (v)     | 16e       | 1ste ronde groep 4: 1ste met 4 overwinningen kwartfinale 1: 6de met 0 overwinningen |

### Schietsport
| Olympiër           | Discipline             | Resultaat | Prestatie                        |
| ------------------ | ---------------------- | --------- | -------------------------------- |
| Richard Bohslavsky | 50m geweer liggend (m) | 58e       | 575 punten: (95-96-96-94-96-98)  |
| Andreas Krapf      | 50m geweer liggend (m) | 50e       | 581 punten: (98-95-96-97-98-97)  |
| Ernst Wöll         | 50m geweer liggend (m) | 60e       | 573 punten: (95-99-100-97-86-96) |

### Schoonspringen
| Olympiër        | Discipline    | Resultaat | Prestatie     |
| --------------- | ------------- | --------- | ------------- |
| Wilhelm Lippa   | 3m plank (m)  | 19e       | 103,18 punten |
| Franz Worisch   | 3m plank (m)  | 12e       | 112,15 punten |
| Wilhelm Lippa   | 10m toren (m) | 17e       | 89,04 punten  |
| Franz Worisch   | 10m toren (m) | 15e       | 90,05 punten  |
|                 |               |           |               |
| Gudrun Grömer   | 3m plank (v)  | 5e        | 93,30 punten  |
| Alma Staudinger | 3m plank (v)  | 11e       | 86,93 punten  |
| Gudrun Grömer   | 10m toren (v) | 15e       | 39,65 punten  |
| Alma Staudinger | 10m toren (v) | 4e        | 64,59 punten  |

### Turnen
| Olympiër | Discipline               | Resultaat | Prestatie      |
| --- | ------------------------ | --------- | -------------- |
| Karl Bohusch | brug (m)                 | 68e       | 33,80 punten   |
| Hans Friedrich | brug (m)                 | 35e       | 36,40 punten   |
| Gottfried Hermann | brug (m)                 | 76e       | 32,30 punten   |
| Robert Pranz | brug (m)                 | 107e      | 24,00 punten   |
| Hans Sauter | brug (m)                 | 63e       | 34,25 punten   |
| Willi Schreyer | brug (m)                 | 74e       | 33,00 punten   |
| Willi Welt | brug (m)                 | 122e      | 2,00 punten    |
| Ernst Wister | brug (m)                 | 37e       | 36,10 punten   |
| Karl Bohusch | paard voltige (m)        | 30e       | 36,30 punten   |
| Hans Friedrich | paard voltige (m)        | 61e       | 33,50 punten   |
| Gottfried Hermann | paard voltige (m)        | 108e      | 16,40 punten   |
| Robert Pranz | paard voltige (m)        | 74e       | 31,60 punten   |
| Hans Sauter | paard voltige (m)        | 36e       | 36,00 punten   |
| Willi Schreyer | paard voltige (m)        | 48e       | 34,90 punten   |
| Ernst Wister | paard voltige (m)        | 26e       | 36,40 punten   |
| Karl Bohusch | rekstok (m)              | 32e       | 36,70 punten   |
| Hans Friedrich | rekstok (m)              | 77e       | 31,30 punten   |
| Gottfried Hermann | rekstok (m)              | 51e       | 35,10 punten   |
| Robert Pranz | rekstok (m)              | 87e       | 31,60 punten   |
| Hans Sauter | rekstok (m)              | 57e       | 29,40 punten   |
| Willi Schreyer | rekstok (m)              | 41e       | 36,10 punten   |
| Ernst Wister | rekstok (m)              | 45e       | 35,80 punten   |
| Karl Bohusch | ringen (m)               | 63e       | 33,90 punten   |
| Hans Friedrich | ringen (m)               | 89e       | 31,20 punten   |
| Gottfried Hermann | ringen (m)               | 117e      | 14,25 punten   |
| Robert Pranz | ringen (m)               | 98e       | 29,80 punten   |
| Hans Sauter | ringen (m)               | 86e       | 31,80 punten   |
| Willi Schreyer | ringen (m)               | 83e       | 32,20 punten   |
| Ernst Wister | ringen (m)               | 44e       | 35,70 punten   |
| Karl Bohusch | sprong (m)               | 46e       | 36,60 punten   |
| Hans Friedrich | sprong (m)               | 40e       | 36,80 punten   |
| Gottfried Hermann | sprong (m)               | 115e      | 18,75 punten   |
| Robert Pranz | sprong (m)               | 112e      | 21,00 punten   |
| Hans Sauter | sprong (m)               | 88e       | 32,90 punten   |
| Willi Schreyer | sprong (m)               | 87e       | 33,10 punten   |
| Ernst Wister | sprong (m)               | 18e       | 37,70 punten   |
| Karl Bohusch | vloer (m)                | 14e       | 37,10 punten   |
| Hans Friedrich | vloer (m)                | 29e       | 36,50 punten   |
| Gottfried Hermann | vloer (m)                | 118e      | 15,50 punten   |
| Robert Pranz | vloer (m)                | 95e       | 28,75 punten   |
| Hans Sauter | vloer (m)                | 70e       | 33,75 punten   |
| Willi Schreyer | vloer (m)                | 38e       | 36,10 punten   |
| Ernst Wister | vloer (m)                | 10e       | 37,20 punten   |
| Karl Bohusch | individuele meerkamp (m) | 36e       | 214,40 punten  |
| Hans Friedrich | individuele meerkamp (m) | 59e       | 205,80 punten  |
| Gottfried Hermann | individuele meerkamp (m) | 114e      | 132,30 punten  |
| Robert Pranz | individuele meerkamp (m) | 99e       | 164,55 punten  |
| Hans Sauter | individuele meerkamp (m) | 66e       | 203,10 punten  |
| Willi Schreyer | individuele meerkamp (m) | 61e       | 205,40 punten  |
| Willi Welt | individuele meerkamp (m) | 123e      | 2,00 punten    |
| Ernst Wister | individuele meerkamp (m) | 28e       | 218,90 punten  |
| Ernst Wister Karl Bohusch Hans Friedrich Willi Schreyer Hans Sauter Robert Pranz Gottfried Hermann Willi Welt                 | meerkamp team (m)        | 9e        | 1212,15 punten |
| |                          |           |                |
| Gerti Fesl Gretchen Hehenberger Trude Kolar Edeltraud Schramm Erika Enzenhofer Traudl Ruckser Gertrude Gries Gertrude Winnige | meerkamp team (v)        | 6e        | 405,45 punten  |

### Voetbal
| Olympiër | Discipline | Resultaat | Prestatie                                     |
| --- | ---------- | --------- | --------------------------------------------- |
| Alfred Körner Erich Habitzl Ernst Melchior Ernst Ocwirk Karl Kowanz Franz Pelikan Josef Epp Ernst Happel Leopold Mikolasch Siegfried Joksch Willy Hahnemann Theodor Brinek, Jr. Karl Decker Ludwig Durek Bruno Engelmeier Gustav Gerhart Leopold Gernhardt Josef Musil Ernst Stojaspal Josef Stroh Turl Wagner | mannen     | 9e        | voorronde: vrij 1ste ronde: V van Zweden: 0-3 |

### Wielersport
| Olympiër                                                        | Discipline               | Resultaat | Prestatie                                                                      |
| Baan                                                            | Baan                     | Baan      | Baan                                                                           |
| --------------------------------------------------------------- | ------------------------ | --------- | ------------------------------------------------------------------------------ |
| Erich Welt                                                      | sprint (m)               | 9e        | 1ste ronde: W van MEX Romero: 3.13,9 2de ronde: V van DEN Schandorff           |
| Walter Freitag                                                  | tijdrit (m)              | 8e        | 1.16,8                                                                         |
| Kurt Nemetz Erich Welt                                          | tandem (m)               | 9e        | 1ste ronde: V van GBR Harris/Bannister herkansingen: V van USA Thomson/Stiller |
| Walter Freitag Hans Goldschmid Josef Pohnetal Heinrich Schiebel | ploegenachtervolging (m) | 10e       | 1ste ronde: V van Frankrijk: 5.18,8                                            |
| Weg                                                             |                          |           |                                                                                |
| Hans Goldschmid                                                 | wegwedstrijd (m)         | DNF       | niet gefinisht                                                                 |
| Siegmund Huber                                                  | wegwedstrijd (m)         | DNF       | niet gefinisht                                                                 |
| Josef Pohnetal                                                  | wegwedstrijd (m)         | DNF       | niet gefinisht                                                                 |
| Rudi Valenta                                                    | wegwedstrijd (m)         | 14e       | 5:24.48                                                                        |
| Hans Goldschmid Siegmund Huber Josef Pohnetal Rudi Valenta      | wegwedstrijd team (m)    | DNF       | niet gefinisht                                                                 |

### Worstelen
| Olympiër       | Discipline  | Resultaat   | Prestatie |
| Vrije stijl    | Vrije stijl | Vrije stijl | Vrije stijl |
| -------------- | ----------- | ----------- | --- |
| Anton Vogel    | -79kg (m)   | 13e         | 1ste ronde: V van SUI Dätwyler 2de ronde: V van RSA Reitz                                                                               |
| Grieks-Romeins |             |             | |
| Kurt Elias     | -57kg (m)   | 10e         | 1ste ronde: V van NOR Merli: 0-3 2de ronde: W van ARG Flamini: 3-0 3de ronde: V van EGY Hassan                                          |
| Georg Weidner  | -62kg (m)   | 4e          | 1ste ronde: V van SWE Anderberg 2de ronde: W van LUX Strasser 3de ronde: W van LIB Taha 4de ronde: vrij 5de ronde: V van TUR Oktav: 1-2 |
| Josef Schmidt  | -73kg (m)   | 4e          | 1ste ronde: W van GBR Wilson 2de ronde: V van HUN Szilvási: 0-3 3de ronde: W van LUX Felgen: 3-0 4de ronde: V van DEN Hansen            |
| Anton Vogel    | -79kg (m)   | 8e          | 1ste ronde: W van GBR Bissell 2de ronde: V van ITA Gallegati: 0-3 3de ronde: V van TUR Tayfur                                           |
| Peter Enzinger | -87kg (m)   | 8e          | 1ste ronde: W van SUI Dannacher 2de ronde: V van DEN Lauridsen 3de ronde: V van FIN Gröndahl: 0-3                                       |

### Zeilen
| Olympiër                                                     | Discipline          | Resultaat | Prestatie                             |
| ------------------------------------------------------------ | ------------------- | --------- | ------------------------------------- |
| Harald Musil                                                 | Eenmans Firefly (m) | 21e       | 499 punten: (20-DNF-DNF-18-17-19-DNF) |
| Georg Obermuller Hans Schachinger G. Werner Horst Obermuller | star klasse (m)     | 13e       | 1661 punten: (10-15-14-14-15-8-9)     |

### Zwemmen
| Olympiër             | Discipline          | Resultaat | Prestatie                                            |
| -------------------- | ------------------- | --------- | ---------------------------------------------------- |
| Helmut Koppelstätter | 100m rugslag (m)    | DNS       | serie 5: niet gestart                                |
| Fritz Zwazl          | 100m rugslag (m)    | 24e       | serie 3: 6de in 1.13,5                               |
| Walter Pavlicek      | 200m schoolslag (m) | 11e       | serie 4: 3de in 2.50,6 halve finale 2: 6de in 2.50,1 |

Afghanistan · Argentinië · Australië · België · Bermuda · Birma · Brazilië · Brits-Guiana · Canada · Ceylon · Chili · Colombia · Cuba · Denemarken · Egypte · Filipijnen · Finland · Frankrijk · Griekenland · Groot-Brittannië · Hongarije · Ierland · IJsland · India · Irak · Iran · Italië · Jamaica · Joegoslavië · Libanon · Liechtenstein · Luxemburg · Malta · Mexico · Monaco · Nederland · Nieuw-Zeeland · Noorwegen · Oostenrijk · Pakistan · Panama · Peru · Polen · Portugal · Puerto Rico · Republiek China · Singapore · Spanje · Syrië · Trinidad en Tobago · Tsjecho-Slowakije · Turkije · Uruguay · Venezuela · Verenigde Staten · Zuid-Afrika · Zuid-Korea · Zweden · Zwitserland